# Laurien Van den Broeck
Pour les articles homonymes, voir Vandenbroek.
Laurien Van den Broeck est une actrice belge néerlandophone née le 29 février 1988 à Lierre (Belgique).

## Filmographie
- 1995 : De Liegende doos (série télévisée)
- 1995 : De Vliegende doos (série télévisée)
- 1997 : Sancta mortale : Lieve
- 1999 : Elf
- 2000 : Mariken : Mariken
- 2001 : Met grote blijdschap : Fillette dans la voiture
- 2002 : Les Proies (Moonlight) : Claire
- 2003 : Brush with Fate (TV) : Magdalena Vermeer
- 2003 : La Mémoire du tueur (De Zaak Alzheimer) : Bieke Cuypers
- 2005 : De Wet volgens Milo (série télévisée) : Thérèse
- 2008 : Spangas (série télévisée) : Lieve
- 2008 : Sara (série télévisée) : Ann
- 2008 : Witse (série télévisée) : Veerle Dingemans